# アルシメード
アルシメード（Archimède）は1961年に建造されたフランスのバチスカーフ（深海探査艇）である。ギリシャの科学者で哲学者でもあるアルキメデスに因んで命名された。日本語では「アルキメデス号」と呼ばれることもある。

## 歴史
フランス海軍は世界で4番目のバチスカーフの計画を1955年に開始した。計画はピエール・ウィルム（Pierre Willm）と海軍士官のジョルジュ・ウオが指揮した。それには前年試験されたFNRS-3の経験が盛り込まれていた。この計画はフランス国立科学研究センター（CNRS）とベルギーの国立科学研究基金（FNRS）が支援した。1961年にトゥーロンで建造が開始され、7月28日に竣工し、同年地中海での試験潜水で深度2,300mに到達した。1962年4月に日本まで回航され、千島海溝の調査に従事した。この時の9,545mは、アメリカ海軍のトリエステ号が1960年にマリアナ海溝で達成した記録に次ぐものだった。その後数年間にわたって世界各地で潜水し、1964年にはカリブ海のプエルトリコ海溝で水深8,300m、1965年には地中海のギリシャ沖で5,110m、1966年にはマデイラ諸島近海で4,390m、1967年には千島海溝で9,260mに到達した。これらの潜水調査により生物学と地質学と地球物理学上の科学的知見が得られた。
1968年にはトゥーロンに回航され、沈没したダフネ級潜水艦ミネルヴ（Minerve）の捜索に用いられた。2年後、同様に沈没したユーリディス（Eurydice）の調査に従事した。また1970年には、無人潜水試験で3,400mの深海に沈んだ深海探査艇サイアナの回収に決定的な役割を果たした。これらの成果は後継機にも役立てられた。1974年に退役して海軍のシェルブール工廠に保管された。2001年にアルシメードはシェルブールの海軍博物館に展示された。

## 建造
トリエステのようなそれまでのバチスカーフとは対照的に、アルシメードの浮力材（フロート）は完全な船の形をしている。FNRS-3での運用を元に完成された。真球の耐圧殻が浮力材内部に設置されている。この設計の背後にはバチスカーフは8ノットで回航出来るようにという海軍からの要望があった。トリエステやFNRS-2のような本艇より前の世代のバチスカーフは扱いが困難で、水上を回航する時しばしば嵐による高波で浮力材が損傷した。
この方法は垂直方向だけでなく水平方向の移動も可能にした。1973年、深度の2,680mの海底で岩石の資料を持ち帰る為に9km移動した。これも同様に大きな改善だった。浮力材の寸法は全長22.1m、全幅5mで全高9.1m、112.9トン又は170m3のガソリンが浮力材で57.5トンの重りがある。耐圧殻はより保守的に作られている。ニッケルクロムモリブデン鋼で15cmの厚みがある。直径は2.1mで19トンで理論上は30,000mの深度の水圧に耐えることが出来る。
さらにアルシメードは2.7トンの科学装置を運ぶ事が出来る。マニピュレータは船の固定装備である。乗員はパイロットと他の2名である。

## ギャラリー

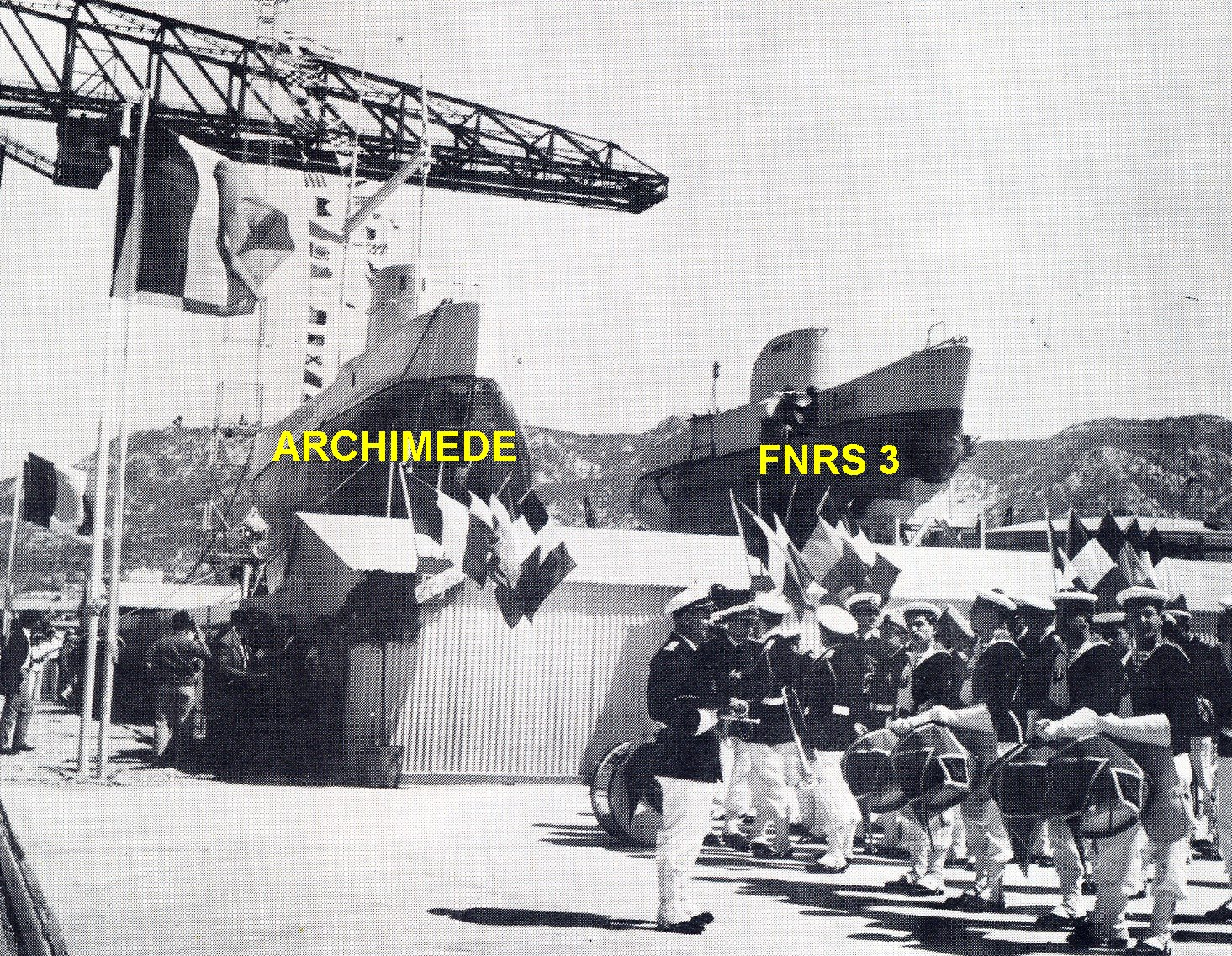
アルシメードとその前身のFNRS-3
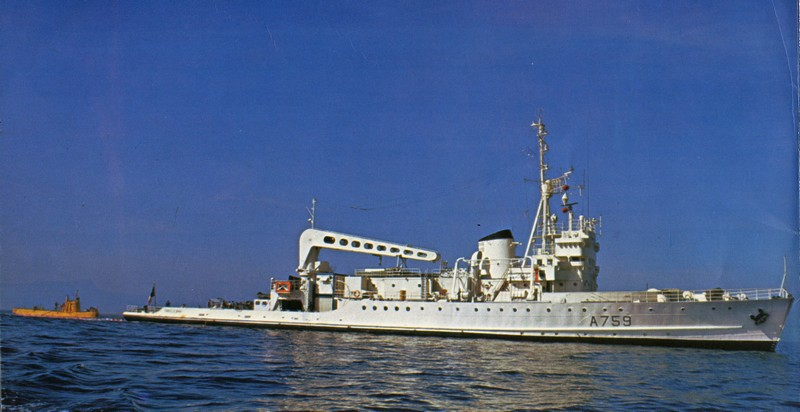
アルシメードと母船Marcel Le Bihan
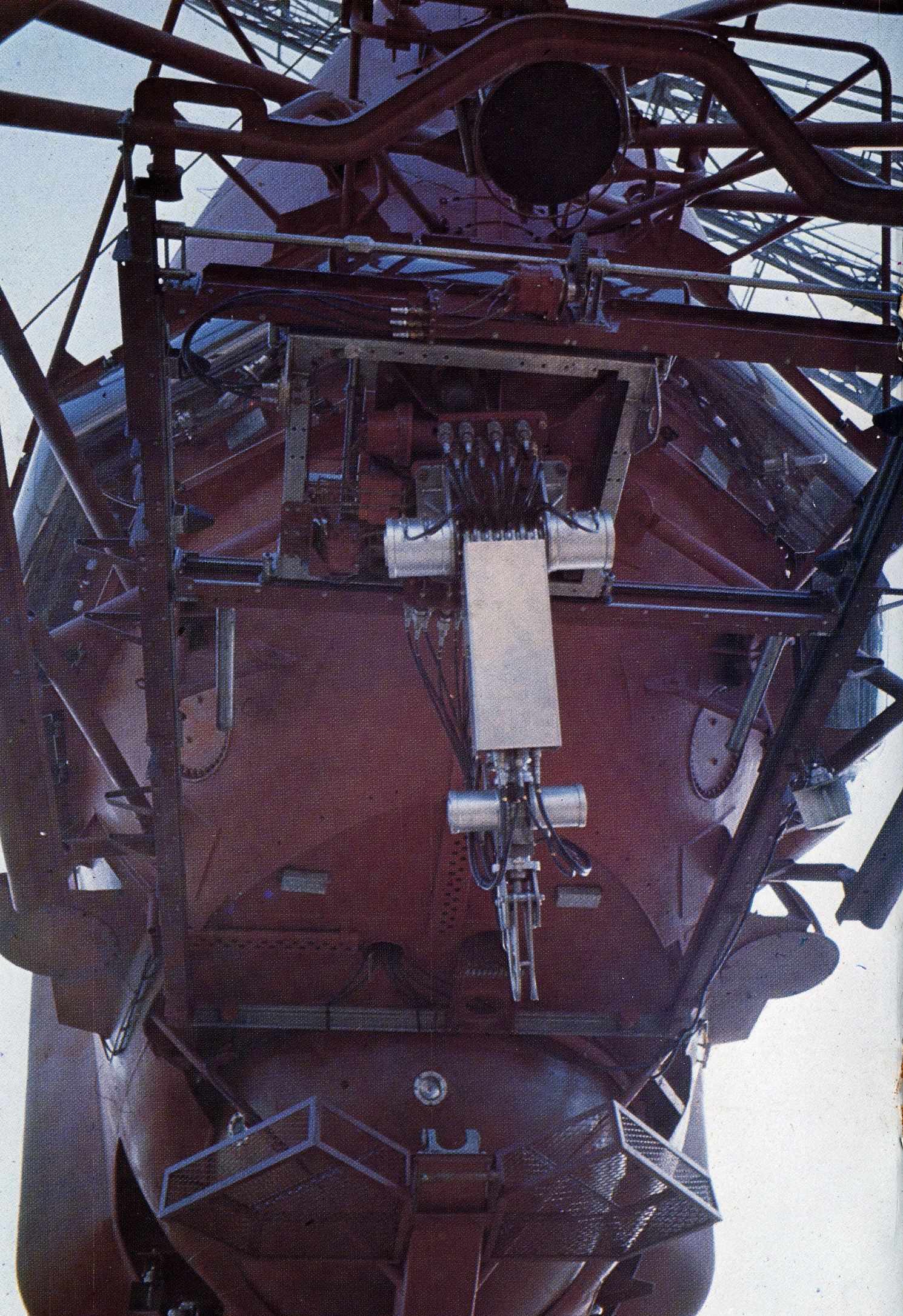
耐圧殻を下から見たところ
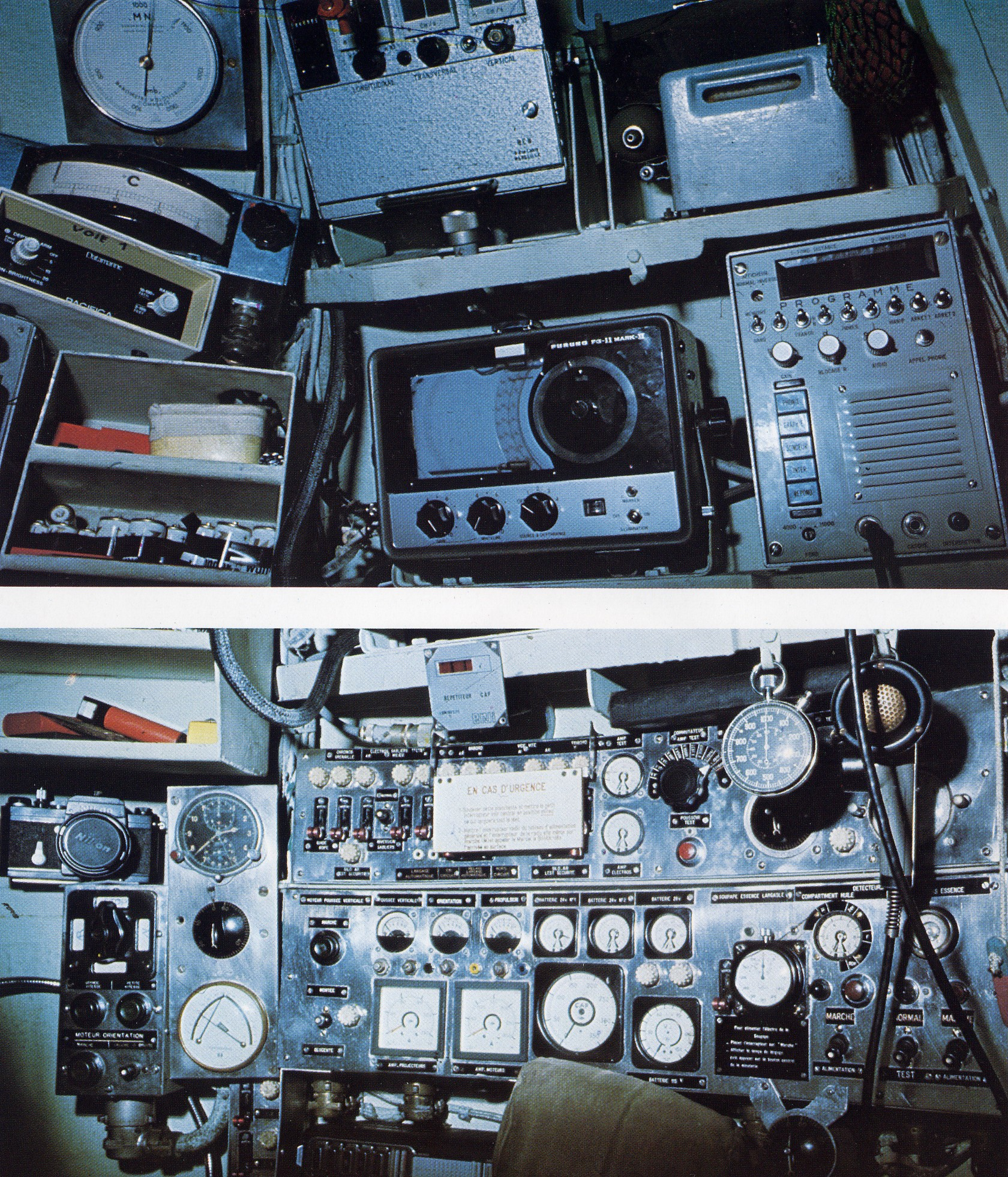
制御機器
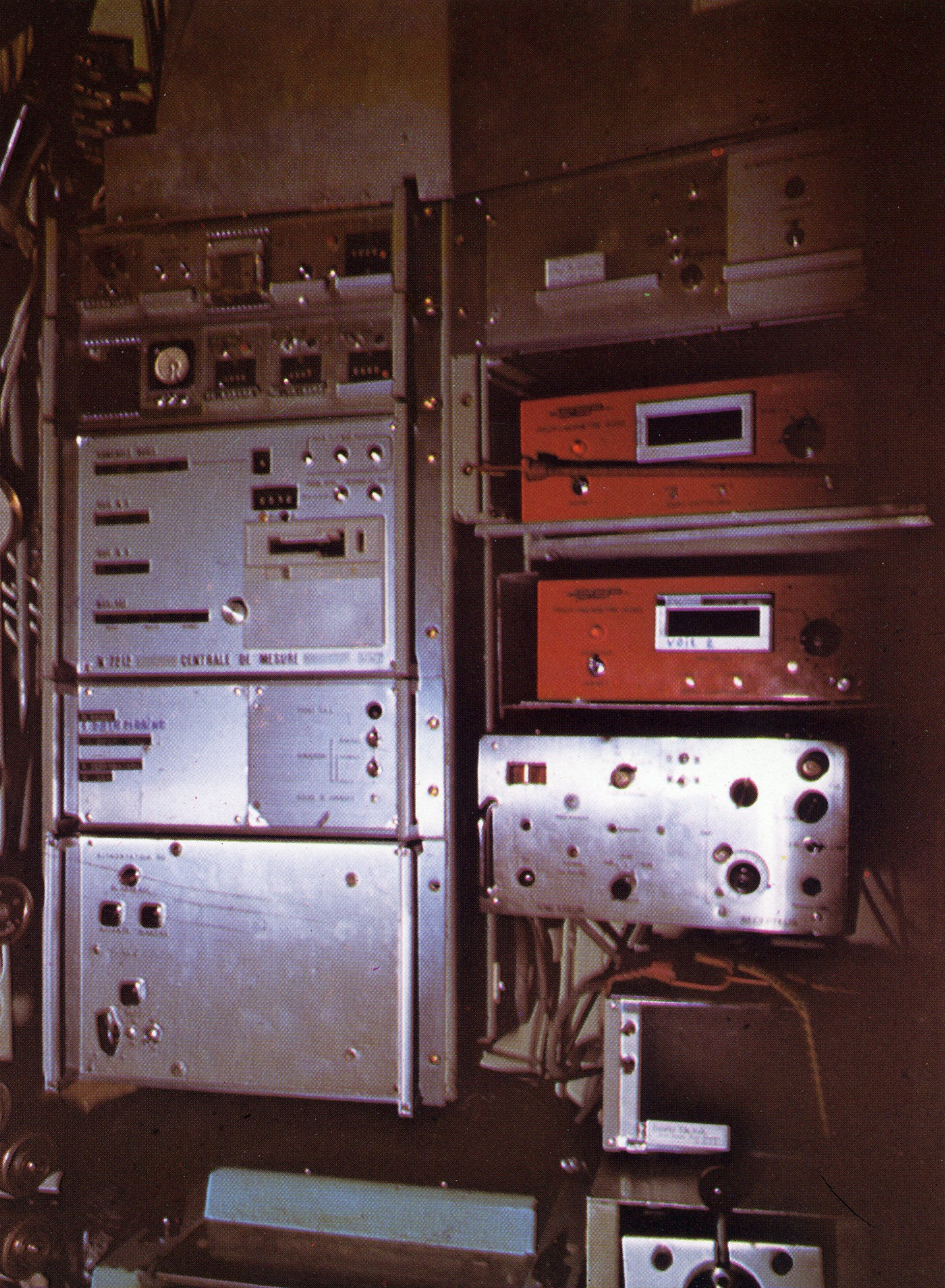
科学観測機器
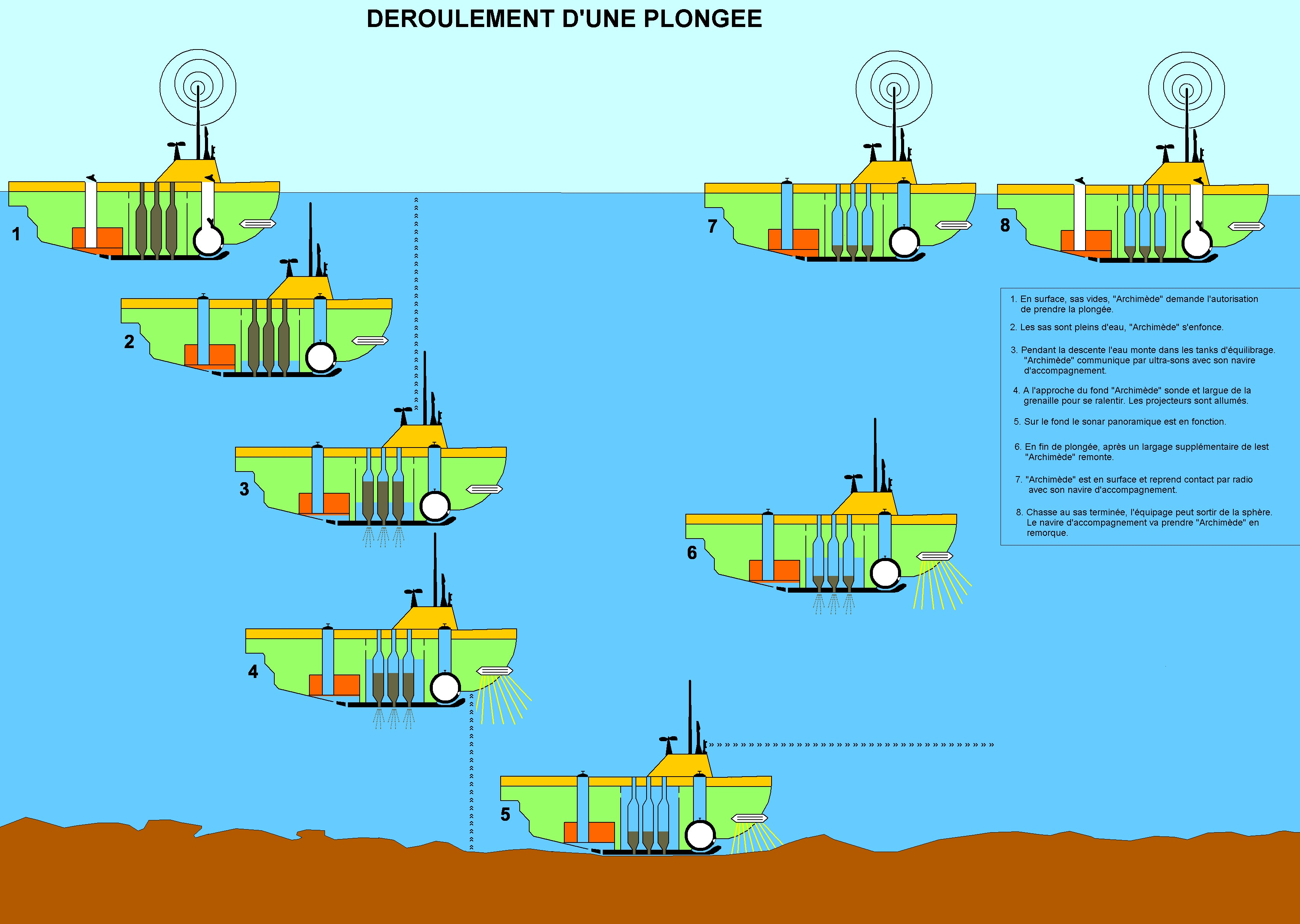
潜水の模式図
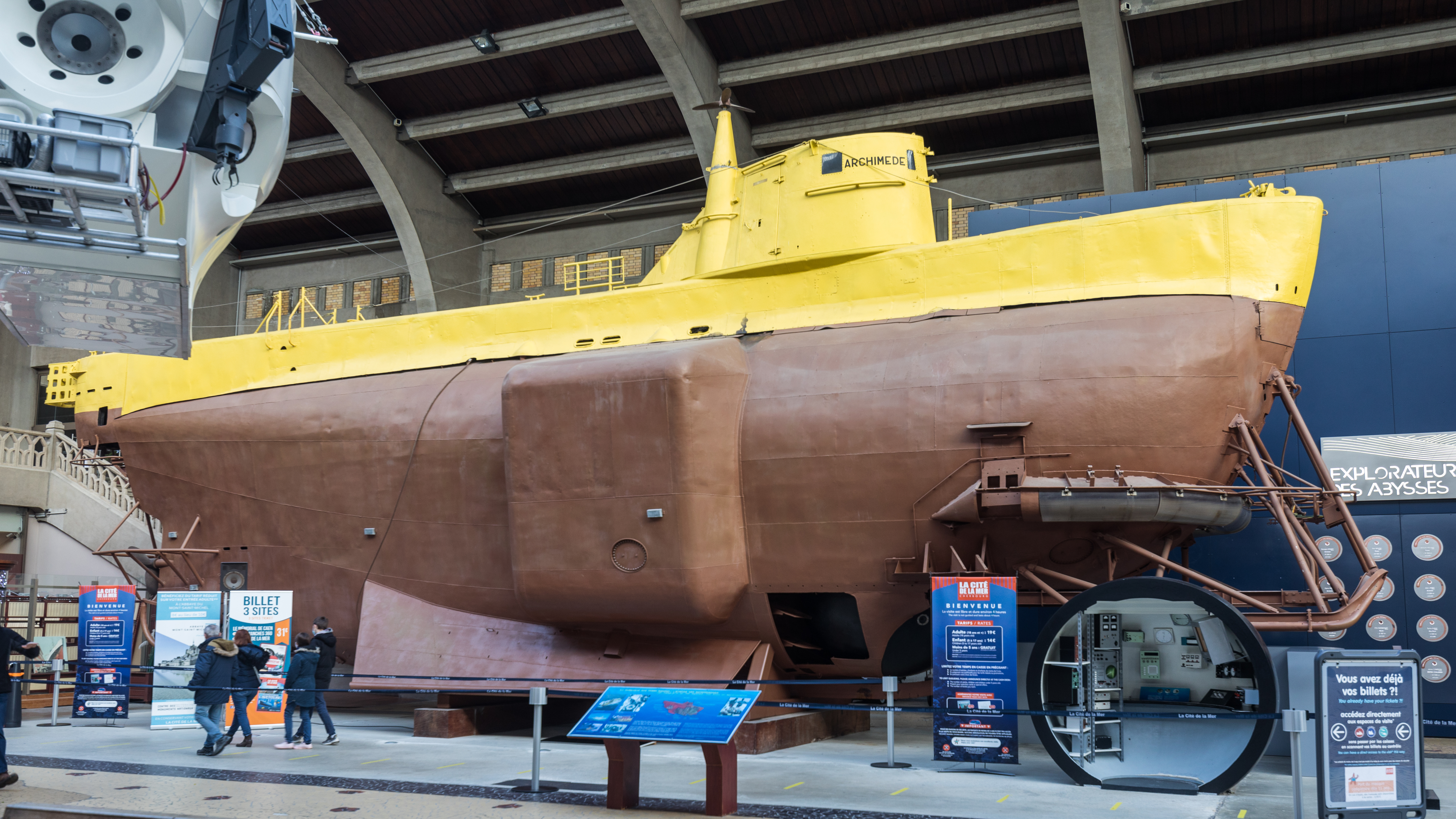
シェルブールでの展示
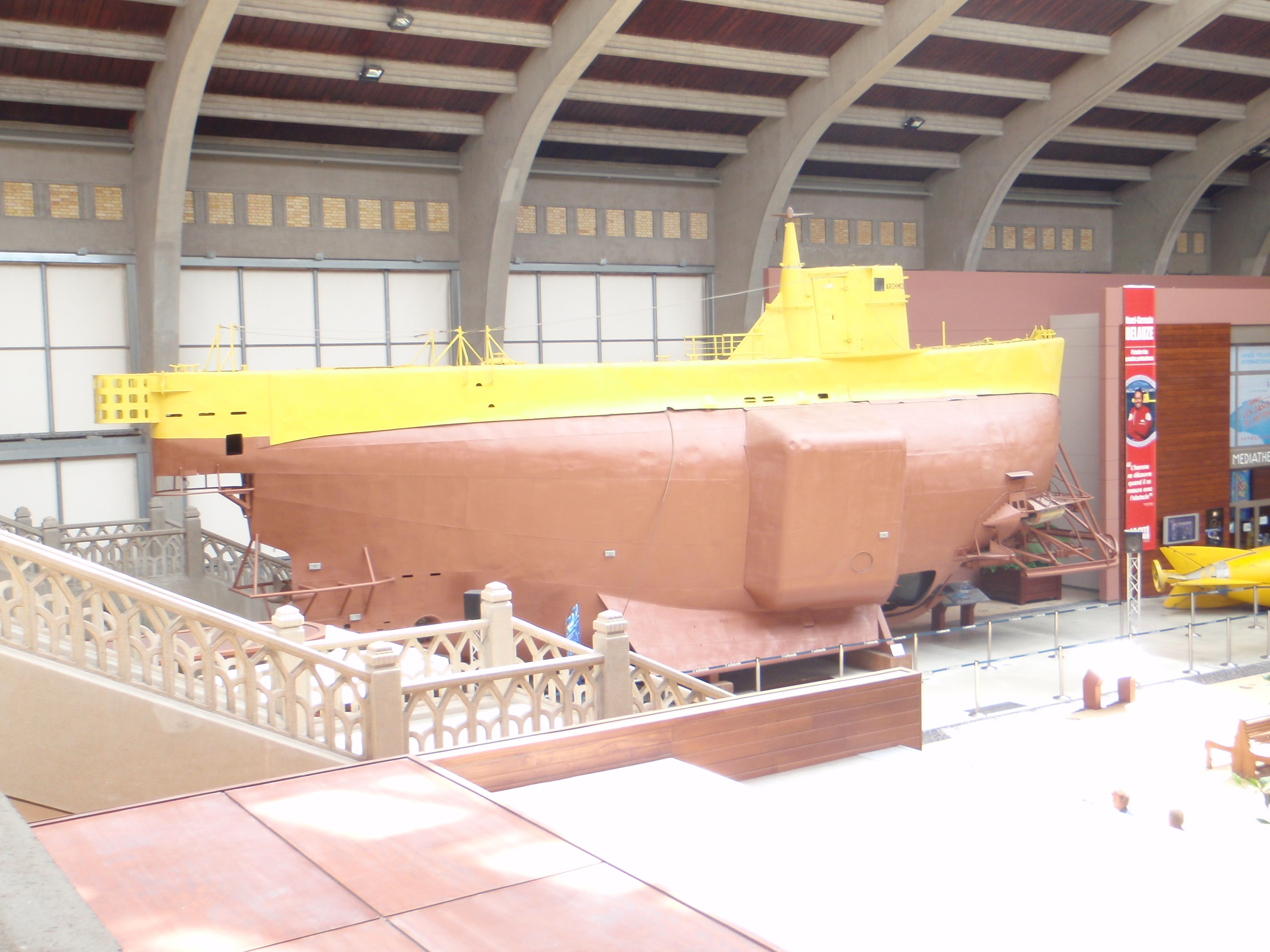
博物館内での様子